# Lotus 24

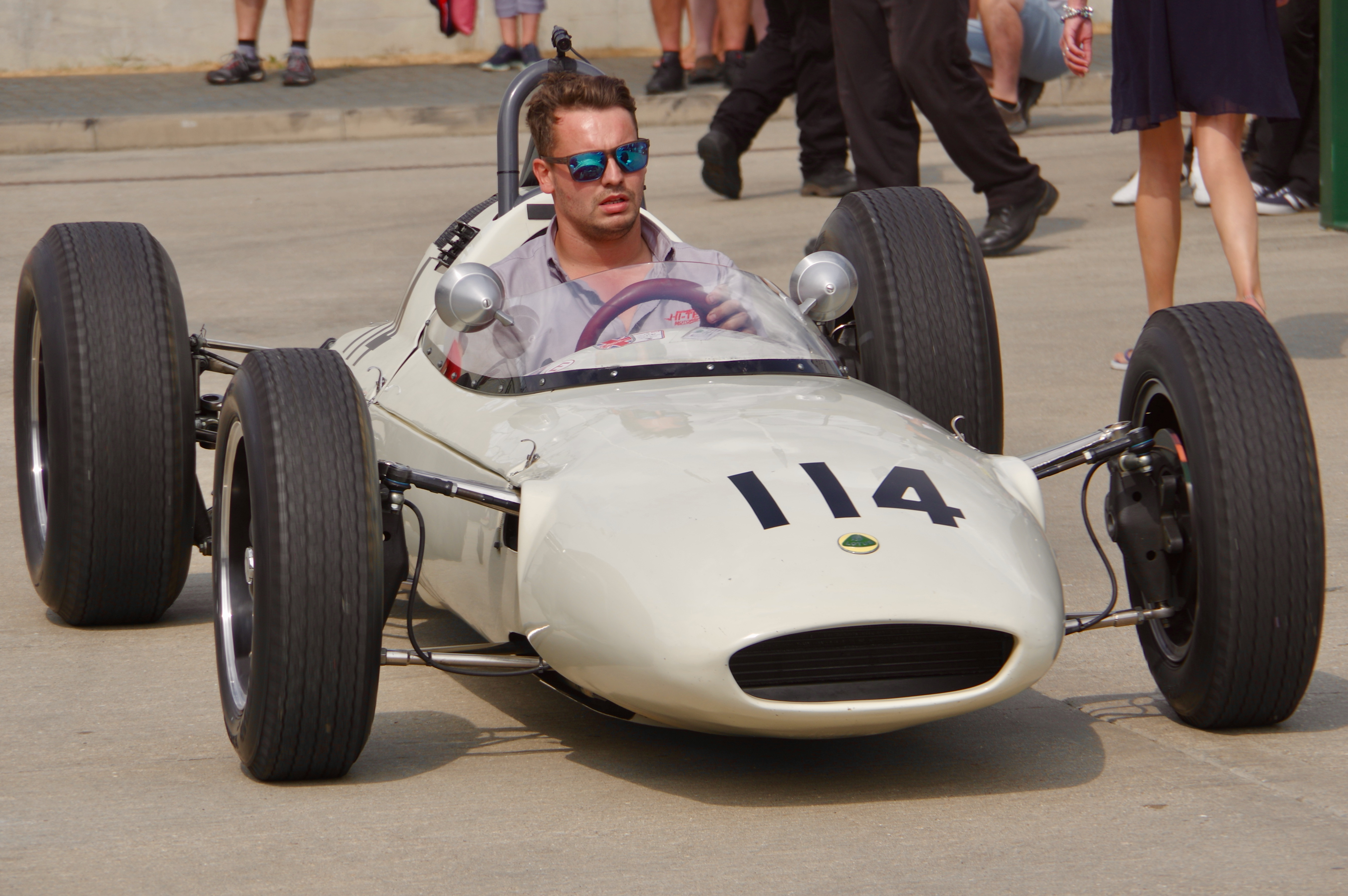
Lotus 24.

El Lotus 24 fue un monoplaza de Fórmula 1 diseñado por el equipo Lotus para la temporada 1962. Habiendo diseñado el chasis monocasco del Lotus 25 para utilizarlo para las pruebas del equipo, Colin Chapman decidió construir el monoplaza con un diseño más convencional, el cual podía venderse a las equipos privados. El 24 era todavía un diseño totalmente diferente a su predecesor, el 21, y usaba en su mayoría la suspensión del 25. Los motores montados en el coche fueron tanto Coventry Climax FWMV V8 como BRM P56 V8.
Trevor Taylor fue el único piloto que compitió con el 24 con el equipo oficial, logrando un segundo lugar como mejor resultado. El 24 fue vendido a equipos como Brabham, Rob Walker, BRP y Siffert en 1962 y 1963. También tuvo apariciones ocasionales en las dos siguientes temporadas.

## Historia en las competiciones
El Lotus 24 debutó en el Gran Premio de Bruselas de 1962. Jim Clark lo colocó en la pole position para la primera manga, pero se retiró después de solo una vuelta. Dos semanas después, Clark ganó la carrera del Trofeo Lombank en Snetterton. Su primer evento del Campeonato Mundial fue el Gran Premio de Holanda de 1962, donde terminó segundo con Trevor Taylor. Sin embargo, ese sería su mejor resultado en el Campeonato; el Lotus 25 había llegado a la escena y obviamente era el camino a seguir, para disgusto de aquellos que habían pagado un buen dinero por su 24. Colin Chapman había prometido a sus clientes que los autos del equipo serían mecánicamente idénticos a los autos de los clientes, dejándose libre para alterar lo que él clasificó como la "carrocería" de los autos.
Los 24 siguieron siendo utilizados por equipos privados en 1963 y 1964 con un éxito limitado, y en 1965 solo se realizó una inscripción en el Campeonato Mundial: Brian Gubby no logró clasificarse para el Gran Premio de Gran Bretaña.